# Illes Grans de la Sonda
Les Illes Grans de la Sonda, en indonesi:Kepulauan Sunda Besar, en anglès: Greater Sunda Islands són un grup d'illes a la part occidental de l'arxipèlag Malai. La majoria d'elles pertanyen a Indonèsia. Les illes dins aquest grup inclou:
- Borneo
- Java
- Cèlebes
- Sumatra

Sota algunes definicions, només Java, Sumatra i Borneo estan incloses e les Illes Grans de la Sonda. El grup està dividit políticament entre Brunei, Indonèsia i Malàisia.
Junta amb les illes menors de la Sonda, a l'est, conformen les illes de la Sonda.